# Atletica leggera ai Giochi della XX Olimpiade - Staffetta 4×400 metri maschile

Video della Finale (film ufficiale dei Giochi)

La staffetta 4×400 metri ha fatto parte del programma maschile di atletica leggera ai Giochi della XX Olimpiade. La competizione si è svolta nei giorni 9-10 settembre 1972 allo Stadio olimpico di Monaco.

## Presenze ed assenze dei campioni in carica
| Competizione      | Atleta         | Prestazione | Monaco 1972 |
| ----------------- | -------------- | ----------- | ----------- |
| Olimpiadi 1968    | Stati Uniti    | 2'56”1A     | Presenti    |
| Commonwealth 1970 | Kenya          | 3'03”60     | Presente    |
| Asiatici 1970     | Giappone       | 3'10”0      | Non qual.   |
| Panamericani 1971 | Stati Uniti    | 3'00”63     | Presenti    |
| Europei 1971      | Germania Ovest | 3'02"90     | Presente    |

## La gara
Due membri titolari del quartetto statunitense, Vince Matthews e Wayne Collett, oro e argento nei 400 piani, sono stati squalificati perché si sono messi a chiacchierare sul podio durante l'esecuzione del loro inno nazionale. Sono stati squalificati. Il connazionale John Smith è indisponibile a causa di un infortunio al tendine. Mancando tre atleti su quattro, gli Stati Uniti non possono mettere una staffetta in pista. I favoriti diventano così i kenioti.
In finale la gara è molto combattuta. Dopo due giri le prime sei squadre sono racchiuse in sei metri. Guidano Germania ovest, Polonia e Kenya.

All'ultimo cambio il tedesco Honz parte come se dovesse fare il giro in 42 secondi: guadagna 4 metri di vantaggio su Polonia e Kenya, ma ai 300 metri scoppia e viene risucchiato. Ne approfittano Julius Sang, che supera il polacco e va a vincere con un tempo sotto i 3 minuti e David Jenkins, che supera Francia e Polonia andando a prendere il bronzo con il record europeo eguagliato.
Il Kenya va vicinissimo al proprio record nazionale di 2'59"6, stabilito ai Giochi di Città del Messico del 1968.

## Risultati

### Turni eliminatori
| 3 Batterie | 9 settembre  | 21 squadre partenti | Si qualificano le prime 2 + 2 migliori tempi |
| Finale     | 10 settembre | 8                   |                                              |

### Batterie
| Pos. | Nazione       | Atleti                                                       | Totale | Nota |
| ---- | ------------- | ------------------------------------------------------------ | ------ | ---- |
| 1    | Gran Bretagna | Martin Reynolds, Alan Pascoe David Hemery, David Jenkins     | 3'01"3 | Q    |
| 2    | Kenya         | Charles Asati, Hezahiah Nyamau Robert Ouko, Julius Sang      | 3'01"3 | Q    |
| 3    | Svezia        | Erik Carlgren, Anders Faager Kent Öhman, Ulf Rönner          | 3'03"1 | q    |
| 4    | Canada        | Ian Gordon, Brian MacLaren Craig Blackman, Tony Powell       | 3'04"2 |      |
| 5    | Jugoslavia    | Miro Kocuvan, Laszlo Ubori Jozo Alebić, Milorad Čikić        | 3'05"7 |      |
| 6    | Marocco       | Omar Ghizlat, Omar Chokhmane Salah Fettouh, Mohamed Bouboud  | 3'05"9 |      |
| 7    | Portogallo    | Fernando Silva, Alberto Matos José Carvalho, Fernando Mamede | 3'10"0 |      |
| -    | Stati Uniti   | -                                                            | -      | DNS  |

| Pos. | Nazione           | Atleti                                                                             | Totale | Nota |
| ---- | ----------------- | ---------------------------------------------------------------------------------- | ------ | ---- |
| 1    | Germania Ovest    | Bernd Herrmann, Horst-Rüdiger Schlöske Hermann Köhler, Karl Honz                   | 3'03"3 | Q    |
| 2    | Trinidad e Tobago | Arthur Cooper, Pat Marshall Charles Joseph, Edwin Roberts                          | 3'03"5 | Q    |
| 3    | Nigeria           | Musa Dogon Yaro, Bruce Ijirighwo Mamman Makama, Robert Ojo                         | 3'04"3 |      |
| 4    | Etiopia           | Tegegne Bezabeh, Shoangizaw Worku Ketema Benti, Mulugetta Tadesse                  | 3'08"6 |      |
| 5    | Italia            | Daniele Giovanardi, Giacomo Puosi Lorenzo Cellerino, Sergio Bello                  | 3'09"7 |      |
| 6    | Tanzania          | Hamad Ndee, Obedi Mwanga Omari Abdallah, Claver Kamanya                            | 3'10"1 |      |
| 7    | Senegal           | Omar Ba, Abdou Mamadou Sow Samba Dièye, Jean-Pierre Mango                          | 3'11"2 |      |
| 8    | Sudan             | Mohamed Musa Gadou, Dafallah Sultan Farah Ibrahim Saad Abdel Galil, Angelo Hussein | 3'14"5 |      |

| Pos. | Nazione   | Atleti                                                                                | Totale | Nota |
| ---- | --------- | ------------------------------------------------------------------------------------- | ------ | ---- |
| 1    | Polonia   | Jan Werner, Jan Balachowski Zbigniew Jaremski, Andrzej Badeński                       | 3'02"5 | Q    |
| 2    | Finlandia | Stig Lönnqvist, Ari Salin Ossi Karttunen, Markku Kukkoaho                             | 3'03"0 | Q    |
| 3    | Francia   | Gilles Bertould, Roger Vélasquez Francis Kerbiriou, Jacques Carette                   | 3'03"1 | q    |
| 4    | Giamaica  | Leighton Priestley, Kim Rowe Trevor Campbell, Alfred Daley                            | 3'03"8 |      |
| 5    | Venezuela | Raúl Dome, Félix Pérez José Jacinto Hidalgo, Eric Phillips                            | 3'07"0 |      |
| 6    | Malaysia  | Tambusamy Krishnan, Sinnayah Sabapathy Mohamed Hassan bin Osman, Baba Singhe Peyadesa | 3'13"5 |      |
| -    | Pakistan  | -                                                                                     | -      | DNS  |

### Finale
| Pos.    | Nazione           | Atleti                                                              | Totale | Nota |
| ------- | ----------------- | ------------------------------------------------------------------- | ------ | ---- |
| Oro     | Kenya             | Charles Asati, Hezahiah Nyamau Robert Ouko, Julius Sang             | 2'59"8 |      |
| Argento | Gran Bretagna     | Martin Reynolds, Alan Pascoe David Hemery, David Jenkins            | 3'00"5 |      |
| Bronzo  | Francia           | Gilles Bertould, Roger Vélasquez Francis Kerbiriou, Jacques Carette | 3'00"7 |      |
| 4       | Germania Ovest    | Bernd Herrmann, Horst-Rüdiger Schlöske Hermann Köhler, Karl Honz    | 3'00"9 |      |
| 5       | Polonia           | Jan Werner, Jan Balachowski Zbigniew Jaremski, Andrzej Badeński     | 3'01"1 |      |
| 6       | Finlandia         | Stig Lönnqvist, Ari Salin Ossi Karttunen, Markku Kukkoaho           | 3'01"1 |      |
| 7       | Svezia            | Erik Carlgren, Anders Faager Kent Öhman, Ulf Rönner                 | 3'02"6 |      |
| 8       | Trinidad e Tobago | Arthur Cooper, Pat Marshall Charles Joseph, Edwin Roberts           | 3'03"6 |      |